# Поштарук Данило Андрійович
Данило Андрійович Поштару́к (нар. 15 квітня 1937, Коршовець) — український театральний актор, режисер, театральний діяч.

## Життєпис
Народився 15 квітня 1937 року в селі Коршовці (нині Луцький район Волинської області, Україна). Протягом 1955—1969 років — актор Волинського українського музично-драматичного театру імені Тараса Шевченка. З 1967 року завідував новоутвореним Луцьким міським відділом культури. 1968 року закінчив Київський інститут театрального мистецтва, був учнем Івана Волошина.
З 1971 року — заступник начальника Волинського обласного управління культури. 1975 року заснував Волинський театр ляльок, де до 2022 року обіймав посаду директора-художнього керівника.

## Театральна діяльність
У 1983, 1986, 1989 роках у Луцьку організував перші всеукраїнські фестивалі театрів ляльок. У 1993 році, спільно з Міжнародною спілкою діячів театру ляльок, започаткував міжнародний фестиваль «Різдвяна містерія» та науковий симпозіум «Традиції різдвяної драми в театрі ляльок», у яких беруть участь представники понад 20 країн Європи, Америки і Південної Африки.
Упорядкував і видав українською та англійською мовами книгу «Різдвяна містерія» матеріалів наукового симпозіуму, рекомендовану до друку Вченою радою Національного Центру театрального мистецтва імені Леся Курбаса.
З його ініціативи у Луцьку стали проводити завершальний етап щорічного Всеукраїнського конкурсу професійних читців імені Лесі Українки, який до анексії Криму Росією у 2014 році відбувався у Криму.

## Творчість
У Волинському обласному драматичному театрі, зіграв понад 40 ролей, зокрема:
- Дон Хуан («З коханням не жартують» Педро Кальдерона);
- Іван («Дай серцю волю, заведе в неволю» Марка Кропивницького);
- Андрій («Весілля в Малинівці» Леоніда Юхвіда);
- Панасик («Циганка Аза» Михайла Старицького);
- Вадим («Інга повинна жити» Анатолія Делендика).

У Ляльковому театрі поставив вистави:
- «Вікентій Прерозумний» Ярослава Стельмаха (1982);
- «Таємничий гіпопотам» Володимира Ліфшиця, Ірини Кічанової (1998);
- «Бджілка» (2000), «Цілюща яблунька» (2006) Всеволода Данилевича;
- «Мандрівний лялькар» Генріка Юрковського (2004);
- «Іванко-Дивосил» Геннадія Довнара (2008);
- «Ковалі щастя» Всеволода Нестайка (2009);
- «Веселий маскарад» Володимира Орлова (2010);
- «Кому потрібен сніговик?» Володимира Лісового (2011);
- «Пригоди Оленки» за мотивами українських народних казок (2019);
- «У нашім раї на землі…» Тараса Шевченка (2020).

## Відзнаки
- Заслужений діяч мистецтв України (1992);
- Премія імені Миколи Садовського (1997)[2];
- Заслужений діяч культури Польщі (2012);
- Орден «За заслуги» ІІІ ступеня (2012; за вагомий особистий внесок у розвиток театрального мистецтва, значні творчі здобутки, високу професійну майстерність та з нагоди Міжнародного дня театру)[3];
- Премія «Галицька Мельпомена» (2015; за постановку п'єси «Цілюща яблунька» Всеволода Данилевича[4]).